# Etherlite
Etherlite je open-source blockchainová platforma založená na decentralizované databázi, která chrání před neoprávněným zásahem z vnitřní i vnější strany. Tato platforma byla spuštěna 1. května 2021 "airdopem" pro všechny držitele (ETH) Etherea. Etherlite vznikl hardforkem blockchainu Ethereum a jako svůj nativní token používá mince ETL. Token se poprvé dostal do předprodeje "Initial Bonding Curve Offering" (IBCO), který byl ukončen 30. června 2021. Etherlite je plně kompatibilní s technologií Web3 a virtuálním strojem Ethereum Virtual Machine (EVM), který je potřebný pro běh takzvaných „smart contracts“ („chytrých kontraktů“), které zajišťují hladké a nezmanipulovatelné fungování sítě. Blockchain je založen na mechanismu Proof-of-stake (POS), což mu zajišťuje nižší energetickou náročnost, než např. u mechanismu Proof-of-work (POW). Poplatky za transakci v síti Etherlite se pohybují okolo 0,000021 ETL. 

## Zabezpečení sítě
EtherLite běží na konsensuálním mechanismu Proof-of-Stake, který vyžaduje nativní měnu ETL k vlastnímu udržení sítě. Nativní měna ETL je distribuována v souladu se zákony EU. K tomuto účelu slouží tzv. "validátoři", kteří provozují vlastní validační uzly. Podmínkou pro tvorbu vlastního validačního uzlu je spuštění serveru se speciálním softwarem a vsazení minimální částky 100 000 ETL pro každý uzel. Tato vsazená částka je zároveň pojistkou proti neoprávněné manipulaci s vlastním validačním uzlem. Další článek tohoto mechanismu tvoří tzv. "delegátoři", kteří mohou sázet své ETL na jednotlivé validační uzly. Minimální vsazená částka pro delegátora, je stanovena na 1000 ETL. Validátoři i delegátoři za to získávají odměny v ETL. Validátor získává mimo základních odměn i poplatky z každé provedené transakce v síti. Delegátor nemusí provozovat vlastní uzel ani nepřebírá odpovědnost za konsensus. Odměna je v současnosti cca 18 % roční procentní sazby ze vsazené částky a je variabilní.

## Modularita
Modulární interní architektura EtherLite je flexibilní, snadno přizpůsobitelná a proto je méně náchylná k chybám. Další vývoj, implementace dodatečných funkcí a opravování chyb, je tak v blockchainu EtherLite mnohem snazší.

## Mezi-blockchainový most
Pomocí chytrých smluv byl zřízen mezi-blockchainový most, který zajišťuje oboustrannou komunikaci mezi dalšími blockchainy:
- Etherlite <> Ethereum
- Etherlite <> Lycan chain

## Vývoj v síti Etherlite
Jelikož je EtherLite kompatibilní s virtuálním počítačem Ethereum (EVM), mohou vývojáři během několika minut importovat své stávající ethernetové decentralizované aplikace (Dapps). Funkce blockchainu EtherLite jsou totožné s funkcemi Ethereum, takže inteligentní smlouvy vytvořené v síti Ethereum fungují stejným způsobem i v síti Etherlite. V EtherLite je k vytváření inteligentních smluv používán programovací jazyk Solidity a je možné použít běžně dostupnou vývojovou sadu nástrojů jako např.: Remix, Truffle nebo Metamask.

## Parametry sítě
| Nativní mince | Zkratka | Čas bloku | Počet transakcí za vteřinu | Konsensus            |
| ------------- | ------- | --------- | -------------------------- | -------------------- |
| Etherlite     | ETL     | ~5s       | 10.000+                    | Proof-of-stake (POS) |

| Název sítě        | RPC URL                   | Chain ID | Symbol | URL prohlížeče                 |
| ----------------- | ------------------------- | -------- | ------ | ------------------------------ |
| Etherlite mainnet | https://rpc.etherlite.org | 111      | ETL    | https://explorer.etherlite.org |

| Název sítě        | RPC URL                           | Chain ID | Symbol | URL prohlížeče                         |
| ----------------- | --------------------------------- | -------- | ------ | -------------------------------------- |
| Etherlite testnet | https://rpc-testnet.etherlite.org | 142      | TETL   | https://explorer-testnet.etherlite.org |

## Průzkumník BlockScout

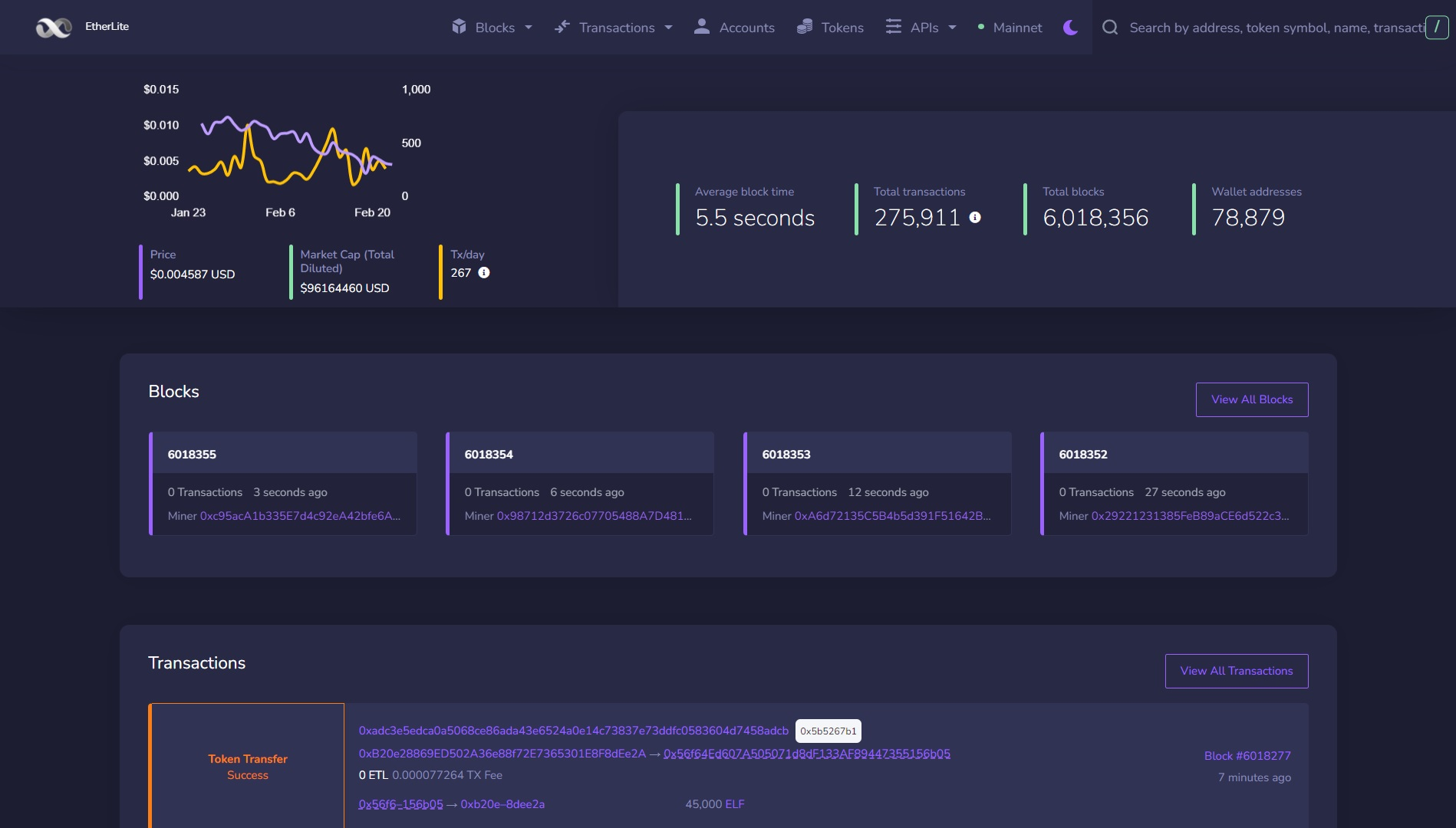
Průzkumník BlockScout

BlockScout je průzkumník pro blockchain EtherLite. 
V průzkumníku BlockScout lze:
- zobrazit bloky, transakce, účty, zůstatky, převody tokenů
- přistupovat k blockchainovým datům prostřednictvím funkcí API
- číst a ověřovat chytré smlouvy

## Zakoupení
Etherlite lze směnit za Bitcoin (BTC), Ethereum (ETH) nebo Tether (USDT) na některé z centralizovaných nebo decentralizovaných světových burz, kde je obchodován. Z centralizovaných (CEX) burz to mohou být například například bibox.com, hitbtc.com, bitforex.com, fmfw.io, pro.changelly.com, p2pb2b.io, nebo buyucoin.com. Z decentralizovaných burz (DEX) jsou to swaplite.com nebo etherlite.exchange.
Stejně jako u českých směnáren je zde ale při vyšších částkách nutné podstoupit proces ověření identity.

## Agregátory dat
Agregátory dat, sbírají užitečné informace o blockchainech a jejich tokenech. Mezi hlavní data které shromažďují, patří např. tržní kapitalizace, seznam burz obchodujících s danou kryptoměnou, historický vývoj ceny, maximální počet mincí nebo počet mincí cirkulujících v oběhu.
Mezi nejznámější agregátory dat, shromažďující informace o Etherlite patří např.:
- Binance
- Coinbase
- CoinMarketCap
- CoinGecko
- Crypto.com